# Chukchansi
Le chukchansi est une langue amérindienne de la famille des langues yokuts parlée aux États-Unis, dans sud de la Californie.

## Classification
Le chukchansi est un des dialectes nord, classés dans le « valley yokuts ». Il est probablement proche du dumna.

## Grammaire

### Syntaxe
Exemple de phrase en chukchansi, tiré d'un conte traditionnel:
- seksikaʔ lemeˑk’am tʰiṣtʰa hawitʰmi ʔuk hoˑyiltʰa t’ulunmu.
- punaise quand-il est noir sortit (nous)-pas-savons comment il est vivant après-être brûlé.